# Edward Weston

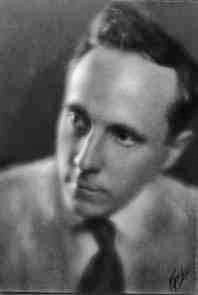
Edward Weston, fotografiert von Fred Archer

Edward Henry Weston (* 24. März 1886 in Highland Park, Illinois; † 1. Januar 1958 in Carmel-by-the-Sea, Kalifornien) war einer der bedeutendsten amerikanischen Fotografen des 20. Jahrhunderts und Mitbegründer der Gruppe f/64. Schon zu Lebenszeiten galt er als Meister und Klassiker der künstlerischen Schwarzweiß-Fotografie. Die meisten Werke schuf er mit einer 8 × 10-Zoll-Plattenkamera.

## Leben

### Frühe Jahre
Edward Weston wurde 1886 in Highland Park, Illinois, geboren. Seine Mutter starb, als er fünf Jahre alt war. Nachdem sein Vater wieder geheiratet hatte, wurde Edward von seiner neun Jahre älteren Schwester Mary („May“) erzogen. Im Jahr 1902 bekam er seine erste Kamera zu seinem 16. Geburtstag, eine Kodak Bull’s-Eye Nr. 2, wechselte jedoch bald zu einer Großformatkamera. Da er mit seinen Fotografien erfolgreich war, wurden schon 1903 Bilder des jungen Weston am Art Institute of Chicago ausgestellt. Drei Jahre später zog er zu seiner Schwester nach Kalifornien, wo er sich niederließ und eine Existenz als Porträtfotograf aufbaute. Im Jahr 1909 heiratete er seine erste Frau, Flora May Chandler, mit der zusammen er vier Söhne hatte: Chandler (1910–1993), Brett (1911–1993), Neil (1914–1998) und Cole (1919–2003).
Im Jahr 1911 eröffnete Weston sein erstes Fotostudio in Tropico, dem heutigen Glendale, Kalifornien und schrieb Artikel über seine unkonventionelle Methode des Porträtierens für einige Zeitschriften. 1917 wurde er Mitglied des London Salon of Photography. Das Jahr 1922 war eine Phase des Umbruchs für Weston: Er wandte sich vom marktüblichen Piktorialismus ab und wurde zum Verfechter des Realismus und der „straight photography“. 1923 zog er nach Mexiko-Stadt und lernte dort den Fotografen Manuel Álvarez Bravo kennen. Er sympathisierte mit der mexikanischen Revolution und bereiste zusammen mit Tina Modotti Mexiko, die sowohl sein fotografischer Kompagnon als auch sein Modell und seine Geliebte war. Oft wurden die beiden von einem der Söhne begleitet, wodurch diese eine fundierte Ausbildung in Fotografie bekamen. In diesem Feld machten später sowohl Brett als auch Cole Karriere.

### Fotograf
Im Jahr 1928 zog Weston zurück nach Carmel-by-the-Sea, gründete ein Atelier und bildete seinen Sohn Brett zum Fotografen aus. Seit 1927 wählte Weston hauptsächlich Akte, aber auch Gegenstände wie Muscheln und Gemüse als fotografische Themen. Nach einigen Ausstellungen seiner Arbeiten in New York initiierte er 1932 die Gründung der Gruppe f/64 zusammen mit den Fotografenkollegen Ansel Adams, Willard Van Dyke, Imogen Cunningham und anderen.
Weston erhielt 1937 ein Guggenheim-Stipendium; er war der erste Fotograf, dem diese Auszeichnung zuteilwurde. Die finanzielle Sicherheit und die Tatsache, dass alle Söhne erwachsen waren, ermöglichten ihm die Scheidung von seiner ersten Frau Flora. Im Jahr darauf heiratete er seine Assistentin Charis Wilson. Das Paar ließ sich 1945 wieder scheiden. In dieser Zeit veröffentlichte er mehrere Bücher, einige davon mit Wilson zusammen.
Eine Ausgabe von Walt Whitmans Leaves of Grass wurde mit seinen Fotografien illustriert. Er verfertigte 1947 auch einige – in seinem Werk seltene – Farbfotografien zusammen mit Willard van Dyke. Im Jahr 1948 erkrankte Weston an der Parkinson-Krankheit und konnte bald darauf nicht mehr fotografieren. Seine letzten Aufnahmen machte er an der wilden Küste von Point Lobos. 1952 wurde anlässlich seines 50-jährigen „Fotografie-Jubiläums“ ein Portfolio seines Werkes veröffentlicht, die Abzüge wurden von seinem Sohn Brett hergestellt. Von 1955 bis 1956 bestimmte er seine Söhne Brett und Cole sowie Bretts Frau Dody Warren dazu, von insgesamt etwa 800 Negativen, die er für seine bedeutendsten hielt, unter seiner Aufsicht Abzüge herzustellen. In seinem Testament legte er fest, dass kein Abzug für weniger als 30 US-Dollar verkauft werden durfte.
Edward Weston starb in seinem Haus in Carmel am Neujahrstag 1958. Sein Nachlass enthält auch seine ausführlichen Tagebücher, die er regelmäßig seit Mitte der 1920er Jahre bis 1934 führte und deren Studium uns heute noch einen sehr intimen Einblick in seine Ideen und Beweggründe gibt.

## Werk
Der Begriff f/64, der der von Weston mitbegründeten Gruppe dem Namen gab, bezieht sich auf die praktisch kleinstmögliche Blendenöffnung einer Großformatkamera (theoretisch bis 256), die die größtmögliche Schärfentiefe garantiert und einem Foto vom Vordergrund bis zum Hintergrund durchgehende Schärfe verleiht. Blende 64 zu benutzen, ist damit die Konsequenz der Leitlinien der „straight photography“ und die logische Antwort auf die damals vorherrschenden Piktorialisten, die sich an der Malerei orientierten und bei denen Schärfe verpönt war. Der Stilwandel schlug sich in einer Abwendung von der „konventionellen“ Kunstfotografie, gepaart mit einer Hinwendung zur konträren Strömung, der „Neuen Sachlichkeit“, nieder.
Gemäß dem Manifest ihrer Gruppe „... sind die Mitglieder der Gruppe f/64 davon überzeugt, dass Fotografie als Kunstform sich in eine Richtung entwickeln muss, die nur durch die Gegebenheiten und Beschränkungen des fotografischen Mediums bestimmt wird, und dass die Fotografie immer unabhängig von ideologischen Konventionen einer Kunst und einer Ästhetik bleiben muss; denn das sind Überbleibsel einer Epoche und Kultur, wie sie vor der Entstehung der Fotografie existierten.“
Edward Westons bevorzugte Thematik waren Landschaften, Akte, Natur- und Pflanzendetails von großer Schärfentiefe, außerordentlichem Detailreichtum und feinen Hell-Dunkel-Abstufungen. Die Ausarbeitung seiner Abzüge wurde im Lauf der Zeit zusehends abstrakter und artifizieller. Ob es sich um Sanddünen, ein Stück Treibholz, einen Frauenakt, die Schale eines Nautilus oder eine Paprika handelt, Edward Weston versuchte der Struktur der Dinge auf den Grund zu gehen und war darin ein besessener Perfektionist. Als Ergebnis seiner oft wochenlangen Bemühungen, über die man in seinen Tagebüchern nachlesen kann, lieferte er Abzüge mit derart umfangreichen Tonwert- und Strukturreichtum ab, dass der Betrachter die Oberfläche des abgebildeten Gegenstandes oder Körpers schon fast fühlen kann. Bei Edward Weston kann die Abbildung einer gewöhnlichen Paprika auf den Betrachter ebenso erotisch wirken wie eine Aktaufnahme. Susan Sontag schrieb dazu in ihrem Essay zur Fotografie: „Die Paprikaschoten, die Weston in den Jahren 1929 und 1930 fotografierte, sind auf eine Weise sinnlich, wie es seine weiblichen Akte kaum sind. Sowohl die Akte als auch die Paprikaschoten wurden um des Formenspiels willen fotografiert […] die scheinbar neutrale Form wirkt plötzlich erotisch; der Eindruck der Tastbarkeit ist verstärkt.“

## Zitat
„Wage, irrational zu sein, halte dich frei von Formeln, bleibe offen für jeden frischen Einfluss, bleibe beweglich…“

## Filme
- 1948: The Photographer – Filmporträt von Willard Van Dyke über Weston. 26 Minuten, schwarzweiß.
- 1956: The Naked Eye – Oscar-nominierter Dokumentarfilm von Louis Clyde Stoumen.
- 2004: Peppers and Nudes – The Photographer Edward Weston – Dokumentarfilm von Sabine Pollmeier und Joachim Haupt. Uraufführung: 9. Juli 2004 auf dem Karlovy Vary International Film Festival.
- 2007: Eloquent Nude – The Love and Legacy of Edward Weston and Charis Wilson – Dokumentarfilm von Ian McCluskey.